# Pepita Roca
Josefa Roca Salvador, (València, 23 d'abril de 1897 – Barcelona, 24 d'octubre de 1956), coneguda com a Pepita Roca, fou una guitarrista valenciana, professora de guitarra de la Societat Coral El Micalet i del Conservatori de València.
Va rebre les primeres classes de guitarra als vuit anys sota la direcció de Joaquín García de la Rosa, i continuà després amb Francesc Tàrrega, de qui va rebre ensenyaments fins a l'any 1909, dies abans de la seua mort.
Pepita Roca procedia d'una família acomodada on eren freqüents les vetlades artístico-musicals, i en una d'eixes reunions celebrades en casa dels seus pares, en què tenien d'invitat d'honor el mestre Tàrrega, aquest feu un recital i després tocà la jove Pepita Roca, que entusiasmà Tàrrega fins al punt que la convertí en una deixebla destacada, oferint-li tota la seua tècnica.
Fou una virtuosa de la guitarra, extraordinària concertista, fent innombrables recitals, a més d'una important tasca docent. Des de l'any 1948 fou professora de guitarra de la Societat Coral El Micalet fins a l'inici del curs 1955-56, que la cridà el director del Conservatori de València, Manuel Palau, per ocupar la plaça de professora de guitarra del propi Conservatori.
L'any 1956 abandonà la docència en ser-li diagnosticada una malaltia greu, i per tractar-se-la es desplaçà a Barcelona per fer-se una intervenció quirúrgica, de la qual no es recuperà; moriria aquell mateix any. Del seus alumnes es feu càrrec una de les seues deixebles, Rosa Gil del Bosque.